# رمازيات
الرَمّازِيَّات أو التاباكولات (الاسم العلمي: Rhinocryptidae) هي فصيلة من الطيور تتبع رتبة العصفوريات من طائفة الطيور.

## الأجناس
- الرماز
- التاباكولو